# مزرعه کرمانی
مزرعه کرمانی یک منطقهٔ مسکونی در ایران است که در دهستان ریزآب واقع شده‌است. مزرعه کرمانی ۴۷ نفر جمعیت دارد.